# Абдуллин, Роман Фаристович
Роман Фаристович Абдуллин ( Роман Фәрист улы Абдуллин; род. 25 октября 1991 года, Екатеринбург, РСФСР, СССР) — российский художник, художник-монументалист, член-корреспондент Российской академии художеств (отделение живописи и монументального искусства (2022)).

## Биография
Родился 25 октября 1991 года в Екатеринбурге.
В 2011 году — окончил отделение «Графический дизайн» Свердловского художественного училища имени И. Д. Шадра, под руководством А. Г. Секачёва, О. И. Аплесниной.
В 2017 году — окончил мастерскую монументальной живописи Санкт-Петербургского государственного академического института живописи, скульптуры и архитектуры имени И. Е. Репина при Российской академии художеств, под руководством академика РАХ, профессора А. К. Быстрова.
С 2021 года — художник-мозаичист Мозаичной мастерской Филиала Российской академии художеств в г. Санкт-Петербурге «Центр научных учреждений Российской академии художеств».
С 2021 по 2022 годы — преподаватель, ассистент по живописи и композиции в мастерской монументальной живописи профессора А. К. Быстрова.
С 2019 года — член Союза художников Республики Татарстан, Союза художников России.
В 2022 году — избран членом-корреспондентом Российской академии художеств от Отделения живописи.

## Творческая деятельность
Работы в области монументального искусства: «Победа. 1945» (2019-2020), «Блокада Ленинграда. 1941» (2017), «Сталинград. 2 февраля 1943» (2017—2018), «Победа на Халхин-Голе. 1939» (2021-2024), «Салют Победы. Блокада Ленинграда. 1944» (…г.); мозаичные плиты-фрагменты «Победа!» (2016 г.), «Маршал Советского Союза Г. К. Жуков» (2019—2020), «Маршал Советского Союза В. И. Чуйков» (2022-2023), «Маршал Советского Союза Л. А. Говоров» (…г.).
Работы в области станкового искусства: портрет народного художника РФ, действительного академика РАХ, профессора А. К. Быстрова «Учитель» (2018), триптих «Братья» (2014—2019), «Листопад» (2019—2021), «Муса Джалиль перед казнью» (2024), «Казнь Мусы Джалиля. 1944» (2024-2025), «Палач» (2023-2024), «Портрет Мусы Джалиля в кандалах» (2022-2023), «Муса Джалиль. Ворон» (…г.), «Мать. Посвящается Е. Ф. Степановой, потерявшей 9 сыновей на фронтах войны» (2024-2025), «Портрет Маршала Советского Союза Д. Т. Язова» (2018), портрет Президента Российской академии художеств, народного художника СССР и России, Посла Доброй Воли ЮНЕСКО З. К. Церетели (2024).
Произведения находятся в собраниях Санкт-Петербургского Военно-исторического музея артиллерии, инженерных войск и войск связи Министерства обороны Российской Федерации, Центрального музея Вооруженных Сил Российской Федерации (Москва), Свердловского областного краеведческого музея имени О. Е. Клера, а также в частных коллекциях, как в России, так и за рубежом.
Участник петербургских, московских, международных, зарубежных выставок и биеннале с 2012 года.
Персональные выставки: выставка авторских кукол в фойе Театра Кукол (2007, Екатеринбург); выставка одной картины «Победа. 1945» (2017) и «Листопад» (2018) в Свердловском областном краеведческом музее им. О. Е. Клера (Екатеринбург); «Блокада Ленинграда» в Государственном мемориальном музее обороны и блокады Ленинграда (2018, Санкт-Петербург); выставка «По дорогам Победы» в Постоянном представительстве Республики Татарстан в городе Санкт-Петербурге и ЛО (2020) и другие.

## Награды
- 2017 медаль «Маршал Жуков» Комитета памяти Маршала Советского Союза Г.К. Жукова г. Москва.
- 2018 медаль «100 лет РККА» Комитета памяти Маршала Советского Союза Г.К. Жукова, г. Москва.
- 2019 памятная медаль Министерства обороны Монголии «80 лет Победы на Халхин-Голе» г. Улан-Батор, Монголия.
- 2019 Премия Правительства Санкт-Петербурга «Молодежная премия Санкт-Петербурга в области художественного творчества» за 2019 год в номинации «За достижения в области изобразительного творчества».
- 2019 Благодарственное письмо Всемирного конгресса татар от заместителя Премьер - министра Республики Татарстан, председателя Национального совета Василя Шайхразиева.
- 2020 орден «Золотая звезда дружбы» - Союза Монгольских обществ дружбы Монголия - Россия «за весомый вклад в укрепление сотрудничества между Монголией и Россией», Улан-Батор, Монголия.
- 2020 победитель Всероссийского конкурса «Моя Победа» в номинации живопись. Награжден Специальным призом «Гран-при» конкурса «Моя Победа» Музея Победы на Поклонной горе.
- 2020 медаль «Маршал Жуков» II степени, Комитета памяти Маршала Советского Союза Г.К. Жукова г. Москва.
- 2020 Почетная грамота Министерства культуры РТ «За достижения в Культуре».
- 2020 Благодарственное письмо Свердловской региональной общественной организации «Фонд Г.К. Жукова».
- 2021 Республиканская премия имени Мусы Джалиля (2021) — за выдающиеся достижения в области изобразительного искусства[1]
- 2021  Золотая медаль «Духовность. Традиции. Мастерство» Всероссийской творческой общественной органиции «Союз художников России».
- 2021  Золотая медаль «Достойному» РАХ
- 2021 Медаль «125-лет Г.К. Жукову» Свердловской региональной общественной организации «Фонд Г.К. Жукова».
- 2022 Нагрудный знак «За достижения в Культуре» Министерства Культуры Республики Татарстан.
- 2024 Памятная медаль Президента Монголии «85 лет Победы на Халхин-Голе», Улан-Батор, Монголия.
- 2024 Благодарность Раиса Республики Татарстан «За многолетний плодотворный труд и большой вклад в развитие изобразительного искусства».
- 2025  Золотая медаль «За вклад в Отечественное изобразительное искусство» ТСХР «Творческий Союз художников России».
- 2025 Серебряная медаль «Традиции. Духовность. Мастерство» ВТОО «Союз художников России».